# テムプルの愛国者
『テムプルの愛国者』（テンプルのあいこくしゃ、The Littlest Rebel）は1935年制作のアメリカ合衆国の映画。デイヴィッド・バトラー監督のドラマ。シャーリー・テンプル主演作。

## ストーリー

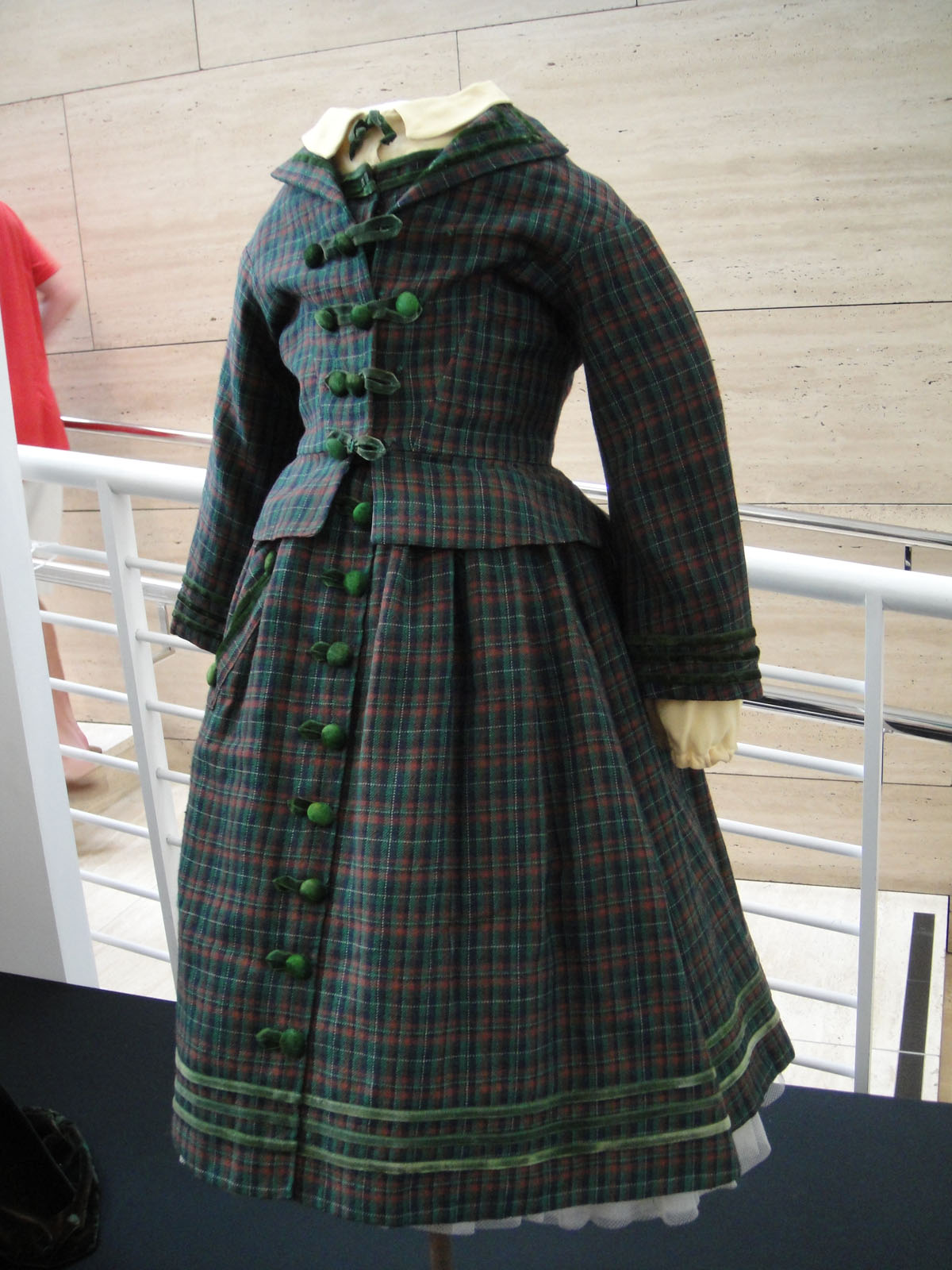
テンプルが劇中で着用していたドレス

南北戦争前後のアメリカの南部。大農園のお嬢様だったヴァージー。父は南軍の将校として出征。そこに北軍がやってきて農園を占領してしまう。ヴァージーの母が病気で危篤になる。

## キャスト
- ヴァージニア・ヒューストン（愛称ヴァージー）：　シャーリー・テンプル
- ハーバート・ケイリー大尉： ジョン・ボールズ
- モリソン大佐：　ジャック・ホルト
- ケイリー夫人：カレン・モーリー
- アンクル・ビリー：ビル・ロビンソン
- リンカーン大統領：フランク・マクグリン・シニア

## 余話
シャーリー・テンプルの代表作の一つ。シャーリー・テンプルと、当時世界最高のタップ・ダンサーといわれたビル・ボージャングル・ロビンソンの共演作。リンカーン大統領に会いに行く旅費をつくるための、2人のダンスは有名。（日本版の『農園の寵児』のDVDのカバーには、「映画『ザッツ･エンターテイメント』にも収録されたテンプルちゃんの見事な歌と踊り」と書いてあるが、これは完全な誤りである。『ザッツ･エンターテイメント』シリーズに収録されているのは、MGMのミュージカルだけであり、20世紀フォックスの映画が収録されることはありえない。『テンプルの愛国者』DVDのカバーに、「映画『ザッツ・ダンシング』にも収録されたテンプルちゃんの見事な歌と踊り」と書くのが正解である。）